# Linsengericht
Linsengericht est une municipalité allemande située dans le land de la Hesse et l'arrondissement de Main-Kinzig.

## Personnalité liée à la commune
Marie Hassenpflug (1788 - 1856), auteure